# فرناندو ارسي جونيور
فرناندو ارسي جونيور (بالإسبانية: Fernando David Arce Juárez) هو لاعب كرة قدم ورياضي مكسيكي في مركز الوسط، ولد في 27 نوفمبر 1996 في تشولا فيستا في الولايات المتحدة. شارك مع منتخب الولايات المتحدة تحت 20 سنة لكرة القدم. أما مع النوادي، فقد لعب مع نادي تيخوانا.

## وصلات خارجية
- فرناندو ارسي جونيور على موقع إي إس بي إن إف سي (الإنجليزية)
- فرناندو ارسي جونيور على موقع قاعدة بيانات كرة القدم.إي يو (الإنجليزية)
- فرناندو ارسي جونيور على موقع Soccerway.com (الإنجليزية)
- فرناندو ارسي جونيور على موقع AS.com (الإسبانية)